# Карапетьянц, Артемий Михайлович
Арте́мий Миха́йлович Карапетья́нц (27 мая 1943, Москва, РСФСР, СССР — 26 декабря 2021, Москва) — советский и российский филолог-китаист, лингвист, текстолог, историк китайской философии. Супруг Тань Аошуан (1931—2017), профессора (с 1998 года) кафедры китайской филологии ИСАА МГУ.

## Биография
Родился в Москве в семье доцента МХТИ Михаила Христофоровича Карапетьянца. В 1966 году окончил Институт восточных языков при МГУ.
Кандидат филологических наук (1969). Доктор филологических наук (1992), тема докторской диссертации — «Типология основных единиц китайского языка» (специальность 10.02.19 — Теория языкознания). Преподаватель (1969). Профессор. В 1992—2003 гг. заведующий кафедрой китайской филологии ИСАА МГУ.
Член редколлегии журнала «Вестник Московского университета. Серия. Востоковедение» (1992). Почётный профессор Педагогического университета Юго-Западного Китая (1997).
Специалист в области общего языкознания, языка и культуры Древнего Китая. Один из оригинальных исследователей философии и науки древнего Китая, творчески использующий разработанную В. С. Спириным структурно-семиотическую методику прочтения и интерпретации древнекитайских текстов.
Лауреат премии имени М. В. Ломоносова (2012) за сборник «У истоков китайской словесности: собрание трудов».
Скончался 26 декабря 2021 года.

## Сочинения
- Временная организация китайского потока речи: Диссертация на соискание ученой степени кандидата филологических наук, 1969
- Типология основных единиц китайского языка: Диссертация на соискание ученой степени доктора филологических наук. 1992
- Материалы по истории китайского языка. 1977
- Учебное пособие по литературному китайскому языку. 1985
- Древнекитайская системология: генеральная схема и приложения. М., 1990 (препринт)
- У истоков китайской словесности. Собрание трудов. М.: Восточная литература, 2010. 480с. (Corpus Sericum)
- Раннекитайская системология. М.: Восточная литература, 2015. 565 с., илл. (Corpus Sericum) ISBN 978-5-02-036556-8

Избранные статьи:
- Изобразительное искусство и письмо в архаических культурах // Ранние формы искусства. М., 1972
- Древнекитайская философия и древнекитайский язык // Историко-филологические исследования. М., 1974
- Китайское письмо до унификации 213 г. до н. э. // Ранняя этническая история народов Восточной Азии. М., 1977
- Формально-лингвистический анализ однородности текста «Чжуан-цзы» // Проблемы восточной филологии. М., 1979.
- Формирование системы канонов в Китае // Этническая история народов Восточной и Юго-Восточной Азии. М., 1981.
- Ба гуа как классификационная схема // XIII научная конференция «Общество и государство в Китае». Ч.I. М., 1982.
- К проблеме структуры «И цзина» // XIV научная конференция. Общество и государство в Китае. Ч.1.,М., 1983.
- Чунь Цю и древнекитайский «историографический» ритуал // Этика и ритуал в традиционном Китае. М., 1988.
- Древнекитайская системология: уровень протосхем и символов. М., 1989 (препринт)
- Проблема структуры «Чжоу и» // 24-я научная конференция «Общество и государство в Китае». Ч.I. М., 1993.
- Теория «пяти элементов» и китайская концептуальная прото-схема // Вестник МГУ. Сер. 13. Востоковедение. 1994. № 1